# Black Museum (Black Mirror)
"Black Museum" é o sexto episódio da quarta temporada da série de antologia Black Mirror. Ele foi escrito por Charlie Brooker, com partes adaptado de Pain Addict, história escrita por Penn Jillette, e dirigido por Colm McCarthy. O episódio foi ao ar na Netflix, junto com o resto da série, em 29 de dezembro de 2017.
Como com outros episódios da série de quatro, o título foi anunciado em Maio de 2017, extraoficialmente, e trailers do episódio foram lançados em agosto de 2017 e dezembro de 2017, sendo o último como parte do "13 dias de Black Mirror".
Sua estrutura lembra o episódio especial de Natal, com histórias narradas pelos personagens, o uso da tecnologia de transferência de mente e as tramas aparentemente desconectadas que culminam no desfecho.

## Enredo

### Início
Numa estrada desértica, a jovem Nish (Letitia Wright) para num posto de gasolina para seu carro carregar. Enquanto a carga não termina, ela vai ao Black Museum, um museu de beira de estrada que abriga "artefatos criminológicos autênticos". O dono do local, Rolo Haynes (Douglas Hodge), a convida pra entrar e dar um passeio. Enquanto ela observa os artefatos - muitos dos quais vieram de outros episódios de Black Mirror - ele conta as histórias de alguns dos artefatos.

### Parte I
Em um flashback, Haynes trabalha no marketing das pesquisas neurológicas da TCKR no Hospital Universitário Saint Juniper, em Nova Iorque. Ele convence o Dr. Peter Dawson (Daniel Lapaine), que está tendo problemas no seu trabalho, para por um implante neurológico experimental que lhe permite sentir as sensações físicas de outros. Dawson usa isso para sentir a dor de seus pacientes; ao longo do tempo, ele é capaz de reconhecer uma grande variedade de doenças e oferecer um diagnóstico preciso. Dawson também usa a interface durante o sexo com sua namorada, aumentando o prazer para ambos. Até que um senador é trazido para o hospital uma noite e Dawson não reconhece o que houve imediatamente - o senador foi envenenado - e continua usando o implante como o paciente morre. Depois de apagar e sentir as sensações químicas da morte, Dawson acorda com um efeito colateral - ele agora experimenta a dor como prazer. Ele começa a usar seus pacientes que sofrem como excitação sexual. Ele é expulso do hospital e, viciado em dor, começa a se mutilar. Percebendo que ele não pode infligir medo (e, portanto, mais prazer) em si mesmo, Dawson, ataca e mata um homem sem-teto com uma broca. Ele é preso, mas cai em um estado vegetativo persistente.
No presente, Nish oferece água a Haynes, que reclama do ar-condicionado do museu, que está desregulado. Ela pergunta sobre um macaco de pelúcia, que não parece ser um artefato criminal.

### Parte II
Em um novo flashback, Haynes ainda trabalha no Saint Juniper. Ele convence de que um homem chamado Jack (Aldis Hodge) para transferir a consciência de sua esposa Carrie (Alexandra Roach), que está em coma permanente após um atropelamento, para seu cérebro. Carrie inicialmente gosta de compartilhar as sensações que Jack sente no mundo real, em especial os abraços com seu filho pequeno, Parker. No entanto, a consciência partilhada começa se tornar um problema: Jack não tem privacidade e Carrie não tem controle das ações no mundo real. Haynes permite que Jack controle Carrie "pausando" o acesso dela. Eles acordam que Jack vai "despausar" Carrie nos fins de semana. Até que Jack se envolve com a vizinha Emily (Yasha Jackson), e a situação leva Emily a pressionar Jack por uma solução. Haynes sugere uma nova experiência: transferir a consciência de Carrie para um macaco de pelúcia, que é dado a Parker. O brinquedo só pode falar duas frases, "Macaco te ama" e "Macaco precisa de um abraço". Carrie fica furiosa, mas Emily a ameaça dizendo que podem apaga-la definitivamente se ela não se comportar. Eventualmente, Parker cresce e abandona o brinquedo.
No presente, Haynes diz a Nish que a transferência de Carrie foi considerada ilegal e antiética e levou à sua demissão da TCKR, e esse fato é o crime e o motivo da presença do macaco no museu. Nish se surpreende quando o macaco diz "Macaco precisa de um abraço", indicando que Carrie está ainda lá dentro, o que Haynes confirma.

### Parte III
Haynes e Nish agora seguem para a principal atração do museu: um holograma de Clayton Lee (Babs Olusanmokun), um homem condenado por ter assassinado uma jornalista, notícia que apareceu no fundo das duas primeiras partes. Em mais um flashback, Haynes convence Clayton a assinar os direitos para o uso de sua consciência pós-morte quando ele está no corredor da morte para assim poder garantir algum sustento a sua família. Clayton aceita, enquanto Haynes comenta que sua família não se importava com ela. Após sua execução, Clayton renasce como um holograma dentro do Black Museum. Ele é colocado por Haynes em uma cadeira elétrica simulada, onde os visitantes podem puxar uma alavanca para fazer Clayton experimentar a dor da cadeira elétrica por dez segundos - no presente, Haynes explica que mais tempo que isso poderia afetar a consciência da cópia digital e até apaga-la. Após puxar a alavanca, os visitantes poderiam sair como um souvenir que contêm um preservada cópia de Clayton eternamente em agonia.

### Conclusão
Enquanto isso, no presente, Haynes começa a se asfixiar. Nish pergunta porque não contou a história completa sobre Clayton. Ela afirma que ele era, na verdade, inocente, mas o estado nunca anulou a condenação, e os manifestantes que pediam clemência perderam o interesse. Enquanto Haynes continua sufocando, Nish revela ser filha de Clayton, e que hackeou o ar-condicionado do museu e envenenou a água que ela ofereceu a Haynes. Ela continua a parte faltante, contando que a sua mãe tentou suicídio com um frasco de comprimidos e uma garrafa de vodka após visitar o museu, e enquanto isso, o museu perdeu público, e Haynes foi forçado a permitir que ricos sádicos e racistas pudessem torturar Clayton para além limite dos dez segundos, o que transformou a consciência da cópia numa concha vazia.
Haynes morre, mas antes disso Nish transfere sua consciência para o holograma de Clayton, de uma forma parecida com Carrie dentro de Jack. Desesperado, Haynes xinga Nish, mas ela, do lado de fora da cela, comenta que, como Clayton não consegue falar, ela não conseguirá ouvi-lo.
Ela empurra a simulação da cadeira elétrica para o seu máximo, e Haynes leva toda a força da eletricidade até desaparecer em agonia e, com isso, apagar também a consciência de Clayton. Nish assiste tudo junto do macaco de pelúcia, que ela leva junto ao deixar o museu, além de um souvenir de Haynes gritando em dor eterna. Nish retorna para o carro e pergunta pra mãe como foi, e descobrimos que ela está dentro de Nish, como Carrie fez com Jack. Enquanto a mãe chora de felicidade e orgulho, Nish parte, deixando pra trás o museu em chamas.

## Produção
O nome faz referência ao Crime Museum da Scotland Yard - que é também conhecido como Black Museum - e também a própria série, já que esse é o episódio que mais faz referências a episódios anteriores de Black Mirror, sendo isso parte do conceito do episódio, apesar de não ter importância na trama
São vistas referências aos eventos de White Bear nos telões e na exposição, a abelha-robô de Hated in the Nation, o tablet de Arkangel, o jogo de Playtest, a banheira onde acontece um dos assassinatos de Crocodile, o aparelho que Daly usava para transformar o DNA de seus colegas em USS Callister e a tecnologia dos cookies vista principalmente em White Christmas - essa tecnologia também faz parte da trama. Uma história em quadrinhos lida por Jack conta a história de Fifteen Million Merits.
As maiores referências, porém, dão plano de fundo aos acontecimentos vistos em San Junipero - cuja ideia da trama - idosos indo para uma nuvem - é rapidamente citada por Nish em um momento. Descobrimos que a TCKR, a empresa que desenvolveu e mantém a realidade de San Junipero, foi também a empregadora de Haynes, e fica implícito que o nome do projeto vem do Hospital Saint Juniper, onde ficava o laboratório da TCKR onde Haynes trabalhava.

### Marketing
Em Maio de 2017, um post do Reddit post anunciou extraoficialmente os nomes e os diretores dos seis episódios da 4ª temporada de Black Mirror.
O primeiro trailer da série foi lançado pela Netflix em 25 de agosto de 2017, e com o seis títulos dos episódios.
A partir de 24 de novembro de 2017, a Netflix publicou uma série de cartazes e trailers para a 4ª temporada do série, se referindo como os "13 dias de Black Mirror". O cartaz de "Black Museum", foi lançado em 28 de dezembro, e o trailer em 29 de novembro. No dia 5 de dezembro, a Netflix, publicou um trailer com uma junção de cenas da nova temporada, que anunciou que a série seria lançada no dia 29 de dezembro.

## Recepção
O episódio recebeu críticas positivas no Rotten Tomatoes tem uma aprovação de 72% baseado na opinião de 25 críticos onde 18 comentários são positivos, e o consenso foi que: "Black Mirror fica cheio de Black Mirror em "Black Museum", uma antologia dentro da antologia que tem acertos, erros e abundância de tendões filosóficos para mastigar." no Internet Movie Database, o episódio foi o segundo mais bem avaliado da temporada.
Meire Kusumoto, da Veja, disse que a trama "recheada dos elementos que fizeram da série da Netflix um fenômeno da TV atual", declarando que este foi o melhor episódio da temporada. Pablo Bazarello, do CinePOP, deu 3 estrelas e meia, considerando que faltou um envolvimento maior com os personagem para uma conclusão satisfatória.
Rafael Gonzaga, do Omelete, considerou o episódio excelente, escrevendo que ele foi "assustadoramente divertido e entrega tudo aquilo que se espera de uma série com a bagagem de Black Mirror"